# Вече (славянско събрание)
Вечѐ (на старобългарски: вѣще) е славянско народно събрание на всички боеспособни мъже.
Славяните живеели в родови общини, а близките родове образували племена начело със събранието Вечѐ. В мирно време властта на вечето била по-голяма от тази на княза, но по време на война княжеската власт била абсолютна.
Този начин на управление направил силно впечатление на византийския хронист Прокопий Кесарийски. Той подчертава, че славяните не се управляват от един човек, а живеят „в демокрация“ и затова „винаги разглеждат общополезните и трудни работи“.
По данни на готския историк Йорданес към IV век започва да се оформя славянската аристокрация, която постепенно придобива повече власт от останалото население. Утвърждава се и обичаят 1/6-а от заграбената плячка да остава у племенния вожд-княз, което неминуемо води до социално разделение в славянското общество и бавното отмиране на събранието Вечѐ.